# Kalvholmen (norr om Jussarö, Raseborg)
Kalvholmen är en ö i Finland. Den ligger i Finska viken och i kommunen Raseborg i den ekonomiska regionen  Raseborg i landskapet Nyland, i den södra delen av landet. Ön ligger omkring 85 kilometer väster om Helsingfors.
Öns area är 5,8 hektar och dess största längd är 450 meter i öst-västlig riktning. Ön höjer sig omkring 15 meter över havsytan.